# Anomalocarididae
Anomalocarididae – rodzina zwierząt o trudnej do ustalenia pozycji systematycznej. Zazwyczaj wyodrębnia się je w typ Dinocarida, aczkolwiek niekiedy włączana jest do stawonogów. Obejmuje ona głównie formy kambryjskie, chociaż znani są jej przedstawiciele z ordowiku, a nawet dewonu.

## Wielkość

Porównanie rozmiarów przedstawicieli Anomalocarididae z człowiekiem

Do 2 m długości.

## Pożywienie
Zwierzęta te prawdopodobnie były w większości mięsożerne, rodzina obejmuje też planktonożerców (Laggania). Prowadziły nektoniczny tryb życia.

## Występowanie
Prowadziły, jak wszystkie istoty swego okresu, wodny tryb życia. Zamieszkiwały morza obszaru dzisiejszej Kanady, a także Polski, Chin, USA, Niemiec i Australii.

## Opis
Ciało płaskie, segmentowane. Boczne wyrostki segmentów ciała prawdopodobnie pełniły rolę płetw, służąc do aktywnego pływania.

## Rodzaje

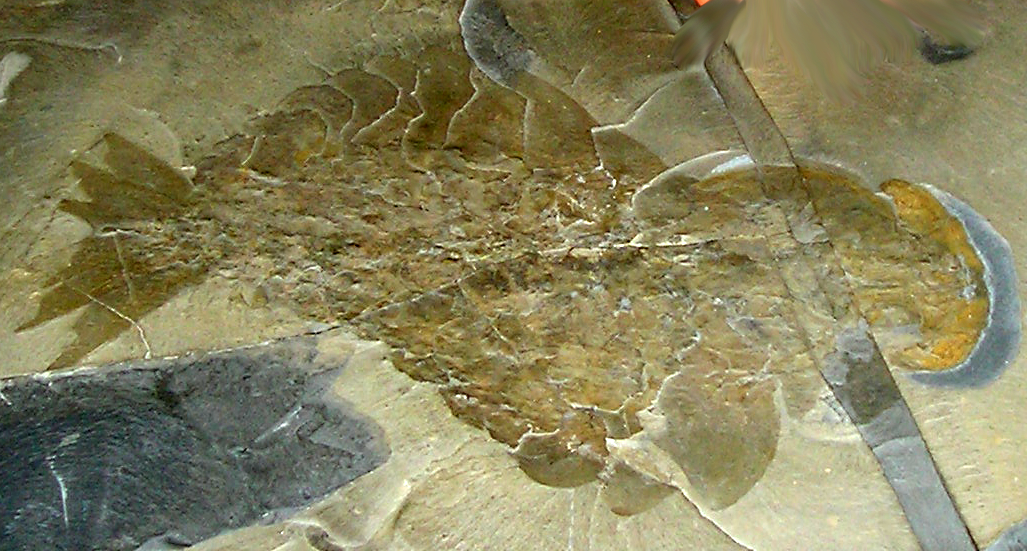
Skamieniałość Anomalocaris (Royal Ontario Museum, Toronto)

- Amplectobelua
- Anomalocaris
- Cassubia
- Laggania
- Parapeytoia